# Heteromeringia pulla
Heteromeringia pulla är en tvåvingeart som beskrevs av Mcalpine 1960. Heteromeringia pulla ingår i släktet Heteromeringia och familjen träflugor. Inga underarter finns listade i Catalogue of Life.